# Nyírábrány
Nyírábrány is een plaats (nagyközség) en gemeente in het Hongaarse comitaat Hajdú-Bihar. Nyírábrány telt 3983 inwoners (2001).